# Nur die Besten sterben jung
Nur die Besten sterben jung ist ein Lied der deutschen Hard-Rock-Band Böhse Onkelz. Der Song erschien ursprünglich am 26. August 1991 auf ihrem sechsten Studioalbum Wir ham’ noch lange nicht genug. Als Single wurde das Stück erst am 16. Juni 1998 unautorisiert über das Label Bellaphon Records veröffentlicht, obwohl die Gruppe das Label bereits 1994 verlassen hatte.

## Inhalt und Hintergrund
Wie mehrere andere Lieder widmeten die Böhsen Onkelz Nur die Besten sterben jung ihrem engen Freund Andreas „Trimmi“ Trimborn, der im Juni 1990 in der Hard'n'Heavy-Kneipe Speak Easy in Frankfurt am Main von einem Bundeswehr-Zeitsoldat mit einem Jagdmesser tödlich verletzt wurde.

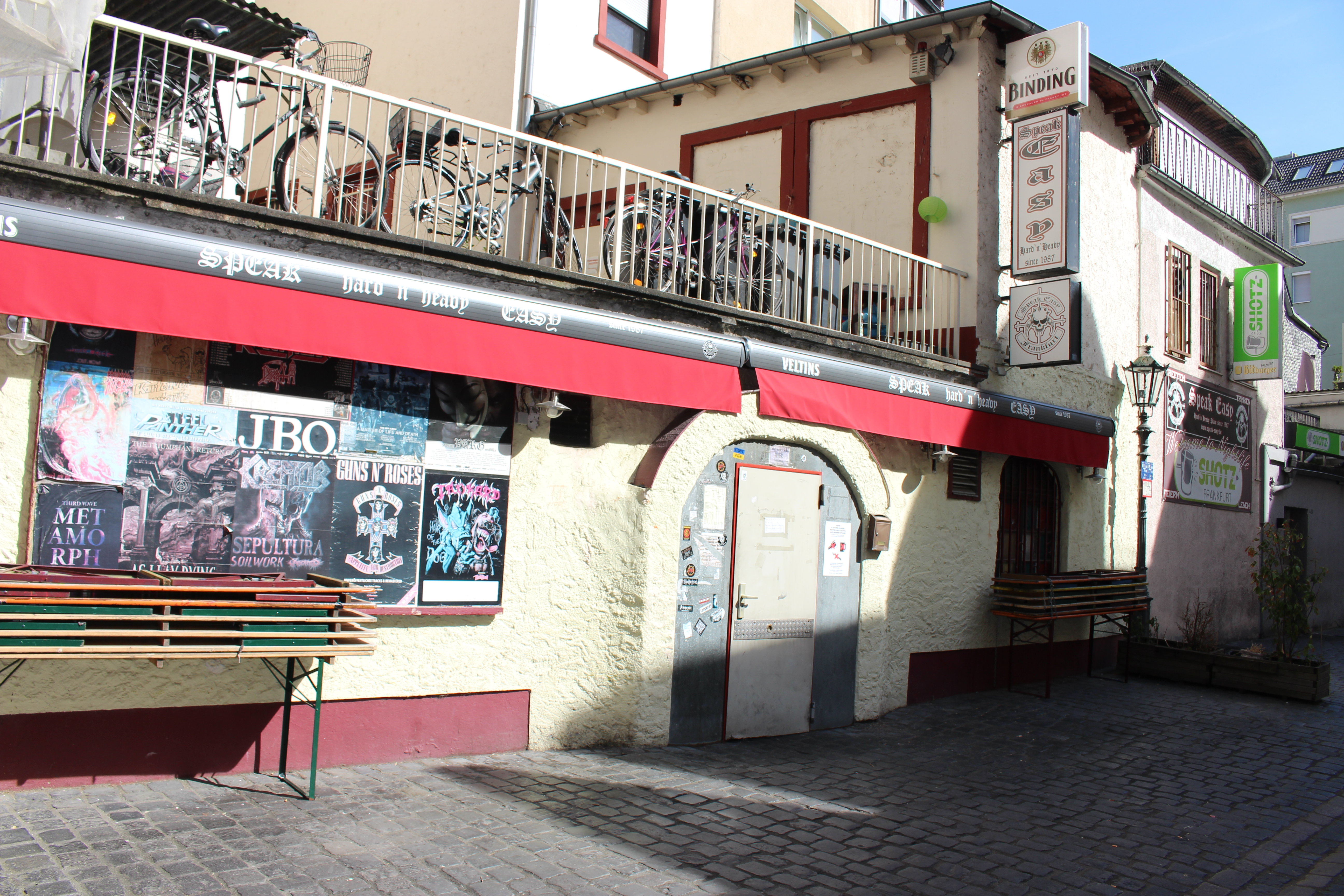
Vor der Hard'n'Heavy-Kneipe Speak Easy in Frankfurt am Main starb Andreas Trimborn, ein enger Freund der Böhsen Onkelz, nach einer Messerstecherei im Lokal

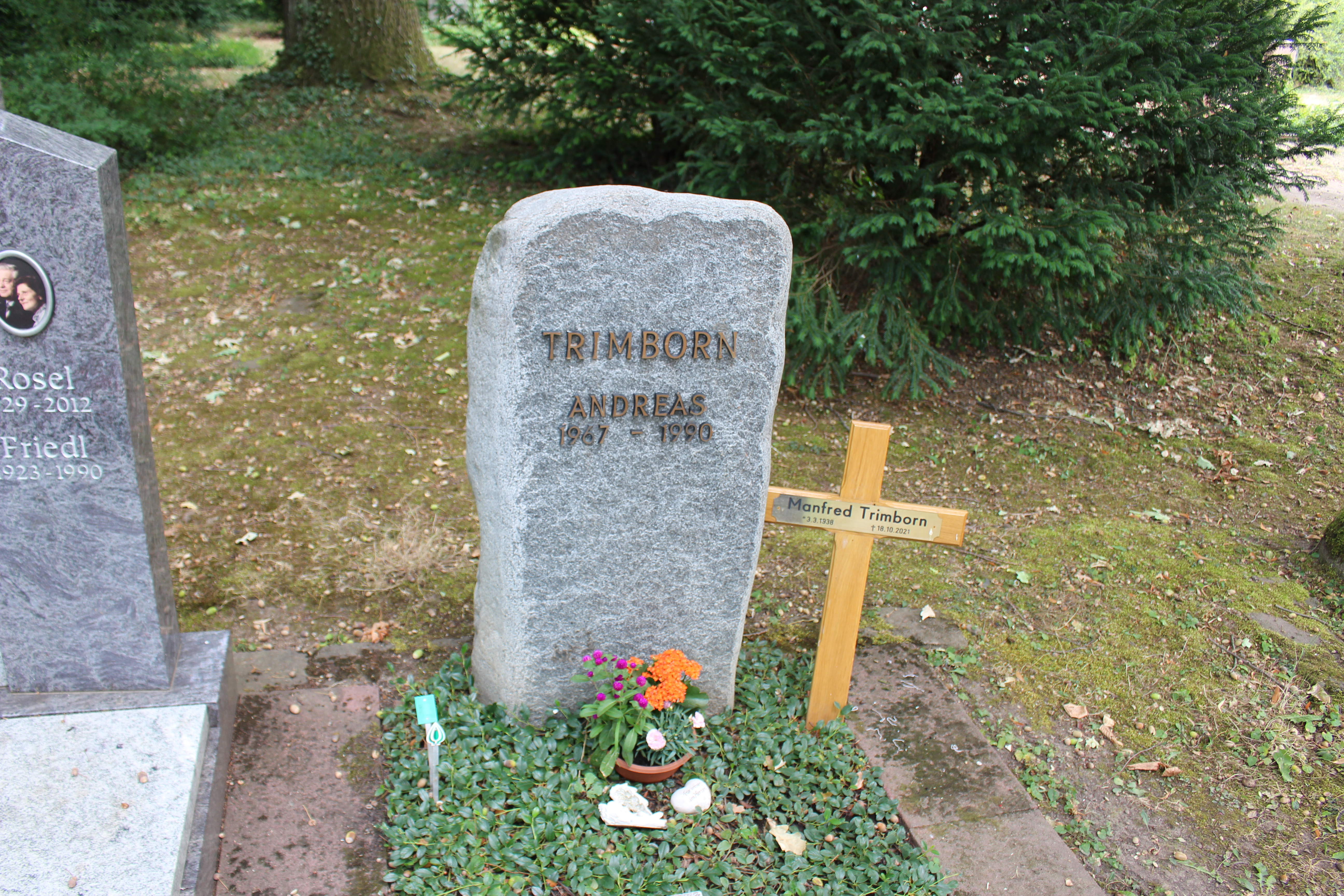
Grab von Andreas Trimborn, nach dessen Tod die Böhsen Onkelz den Song Nur die Besten sterben jung schrieben

Textlich wird eine Freundschaft besungen, die zu einer Verbundenheit wie zwischen Brüdern führte und jetzt nur noch Erinnerung sei. Nach der Feststellung, dass nur die Besten jung sterben und die Zeit zwar Wunden heile, doch man nicht vergessen könne, wird der Blick letztendlich in die Zukunft gerichtet, in der man sich irgendwann wiedersehe.
Auf ihrer offiziellen Website bezeichnet die Band Nur die Besten sterben jung als das „Lied, das die Band am meisten Kraft gekostet hat, den Fans am meisten Kraft spendete“ und als eines der „wichtigsten Onkelz-Lieder aller Zeiten“. Laut einer ethnologischen Feldforschung ist der Titel „Nur die Besten sterben jung“ in den neuen Bundesländern die am häufigsten in den Todesanzeigen von jungen Menschen zu lesende Zeile. Der Song wurde bis heute tausendfach auf Beerdigungen gespielt.

## Produktion
Der Text des Liedes wurde von Stephan Weidner, dem Kopf und Bassisten der Band, geschrieben. Auch die Produktion übernahm Weidner selbst.

## Single

### Covergestaltung
Das Singlecover ist in Schwarz-weiß gehalten und zeigt ein Kreuz mit der Aufschrift Trimmi und dem Datum 16.06.90, dem Todestag von Andreas „Trimmi“ Trimborn. Am oberen Bildrand befindet sich der weiße Schriftzug Nur die Besten sterben jung: 1991*, und unten im Bild steht der Böhse-Onkelz-Schriftzug ebenfalls in Weiß.

### Titelliste
Neben dem Titelsong beinhaltet die Single als Intro die Ansage zum Song vom Live-Album Live in Vienna sowie die Lieder Ganz egal, Das ist mein Leben und Zieh’ mit den Wölfen, die ebenfalls auf dem Album Wir ham’ noch lange nicht genug enthalten sind.
1. Intro – 0:19
2. Nur die Besten sterben jung – 3:55
3. Ganz egal – 5:08
4. Das ist mein Leben – 4:11
5. Zieh’ mit den Wölfen – 4:06

### Chartplatzierungen
Nur die Besten sterben jung stieg am 6. Juli 1998 auf Platz 95 in die deutschen Singlecharts ein, womit es die erste Single der Böhsen Onkelz ist, welche die Top 100 erreichte. Der Song verließ anschließend die Charts, stieg aber am 27. Juli 1998 erneut in die Top 100 ein und erreichte mit Rang 86 die Höchstposition. Insgesamt konnte sich die Single drei Wochen in den deutschen Charts halten. In Österreich und der Schweiz verpasste das Lied die Hitparade.